# Yunus Emre Çift
Yunus Emre Çift (* 1. September 2003 in Çarşamba) ist ein türkischer Fußballspieler, der als Innenverteidiger für den türkischen Erstligisten Samsunspor spielt.

## Karriere

### Verein
Çift begann seine Karriere im Alter von zehn Jahren bei Dikbıyık Belediyespor. Anschließend spielte er für Yeşilırmakspor, bevor er 2017 in die Jugendverein von Samsunspor wechselte. 2021 wurde er in die erste Mannschaft befördert.
Sein Profidebüt gab Çift am 26. Oktober 2021 in einem Türkiye-Kupası-Spiel gegen 1922 Konyaspor. In der Saison 2022/23 trug er mit 26 Ligaeinsätzen und einem Tor maßgeblich zum Aufstieg von Samsunspor in die Süper Lig bei. Für seine Leistungen wurde er zum "Verteidiger der Saison" und "Jungspieler der Saison" gewählt.

### Nationalmannschaft
Çift hat die Türkei auf U19- und U21-Ebene vertreten. 2021 absolvierte er zwei Spiele für die U19-Nationalmannschaft und 2022 ein Spiel für die U21-Auswahl.